# Flavio Mengoni
Flavio Mengoni (* 1929 in Rabbi; † 20. Juni 2013 in Trient) war ein italienischer Rechtsanwalt und Politiker.
Mengoni wurde 1929 im Dorf Rabbi, in einem Seitental des Val di Sole gelegen, als Sohn eines Rechtsanwalts geboren, verbrachte aber den Großteil seines Lebens in Trient. Der Bruder des späteren italienischen Verfassungsrichters Luigi Mengoni (1922–2001) studierte an der Università Cattolica in Mailand Rechtswissenschaften und betrieb zusammen mit Bruno Kessler, seinem langjährigen politischen Weggefährten, eine Anwaltskanzlei.
Im Jahr 1973 wurde Mengoni auf der Liste der Democrazia Cristiana in den Trentiner Landtag und damit gleichzeitig den Regionalrat Trentino-Südtirol gewählt. Von 1974 bis 1976 war er Vizepräsident der Regionalregierung, von 1976 bis 1977 stand er als Präsident der Region Trentino-Südtirol vor, von 1979 bis 1985 war er Landeshauptmann des Trentino. 1988 schied Mengoni aus dem Landtag aus, um sich wieder seinem Beruf als Anwalt zu widmen.